# Залесье (Брагинский район)
Залесье (бел. Залессе) — упразднённая деревня в Комаринском сельсовете Брагинского района Гомельской области Беларуси.

## География

### Расположение
В 50 км на юг от Брагина, 4 км от железнодорожной станции Посудово (на линии Овруч — Полтава), 163 км от Гомеля.
Расположена на территории Полесского радиационно-экологического заповедника.

### Водная система
На востоке мелиоративный канал.

## Транспортная система
Транспортные связи по просёлочной, затем автодороге Комарин — Брагин.
Планировка состоит из 4 коротких прямолинейных улиц близкой к меридиональной ориентации. Дома деревянные усадебного типа.

## История
Основана в XIX веке. Наиболее интенсивно деревня строилась в 1920-е годы. В 1930 году организован колхоз. Во время Великой Отечественной войны в сентябре 1943 года фашисты сожгли 110 дворов и убили 2 жителей. На фронтах и в партизанской борьбе погибли 112 местных жителей, в память о погибших в центре деревни сооружён обелиск. Была центром совхоза «Посудово». Размещались восьмилетняя школа, клуб, библиотека, отделение связи, столовая, 2 магазина.
20 августа 2008 года деревня упразднена.

## Население
После катастрофы на Чернобыльской АЭС и радиационного загрязнения жители (204 семьи) переселены в 1986 году в чистые места.

### Численность
- 2010 год — жителей нет

### Динамика
- 1940 год — 130 дворов, 580 жителей
- 1986 год — жители (204 семьи) переселены

## Достопримечательность
- Памятник землякам. Установлен в центре деревни. В память о 142 (112) жителях, которые погибли в Великой Отечественной войне. В 1967 году установлен обелиск.